# صف التوث
صف التوث قرية زراعية في ناحية الشورة في قضاء الموصل في شمال العراق، صف التوث مقاطعة رقمها 23. وفيها مقبرة مسجلة ضمن المواقع الأثرية.